# 凱倫 (電影)
《凱倫》（英語：Karen）是一部2021年的美國犯罪驚悚電影，由Coke Daniels執導和編劇，主演是塔琳·曼寧。本片的片名是指美國的刻板印象「凱倫」。。
本片在上映時受到抨擊，同時在2022年第42屆金酸莓獎獲得共五項提名。

## 劇情
Malik和Imani是一對年輕的黑人夫婦，他們搬進了郊區的新房子。當他們到達時，迎接他們的是一個看似友好的白人鄰居，名叫Karen Drexler。然而，Karen慢慢暴露為一名抱怨、嫉妒、憤怒和種族歧視的女人，她不惜一切代價想趕走這對夫婦。

## 演員
- 塔琳·曼寧 飾 Karen Drexler
- 科里·哈德里克（英语：Cory Hardrict） 飾 Malik
- 潔絲敏·伯克（英语：Jasmine Burke） 飾 Imani

## 製作
主要拍攝於2020年12月在喬治亞州開始。2021年2月殺青。

## 外部連結
- 互联网电影数据库（IMDb）上《凱倫》的资料（英文）